# ヴァリエ
ヴァリエ（VARIE）とは、埼玉県にある東武鉄道の草加駅と新越谷駅の駅ビルである。

## 概要
東武鉄道グループの管轄にあり、主に若い女性をターゲットにしている。新越谷、草加両駅周辺の商業における中心地でもある。

## 店舗

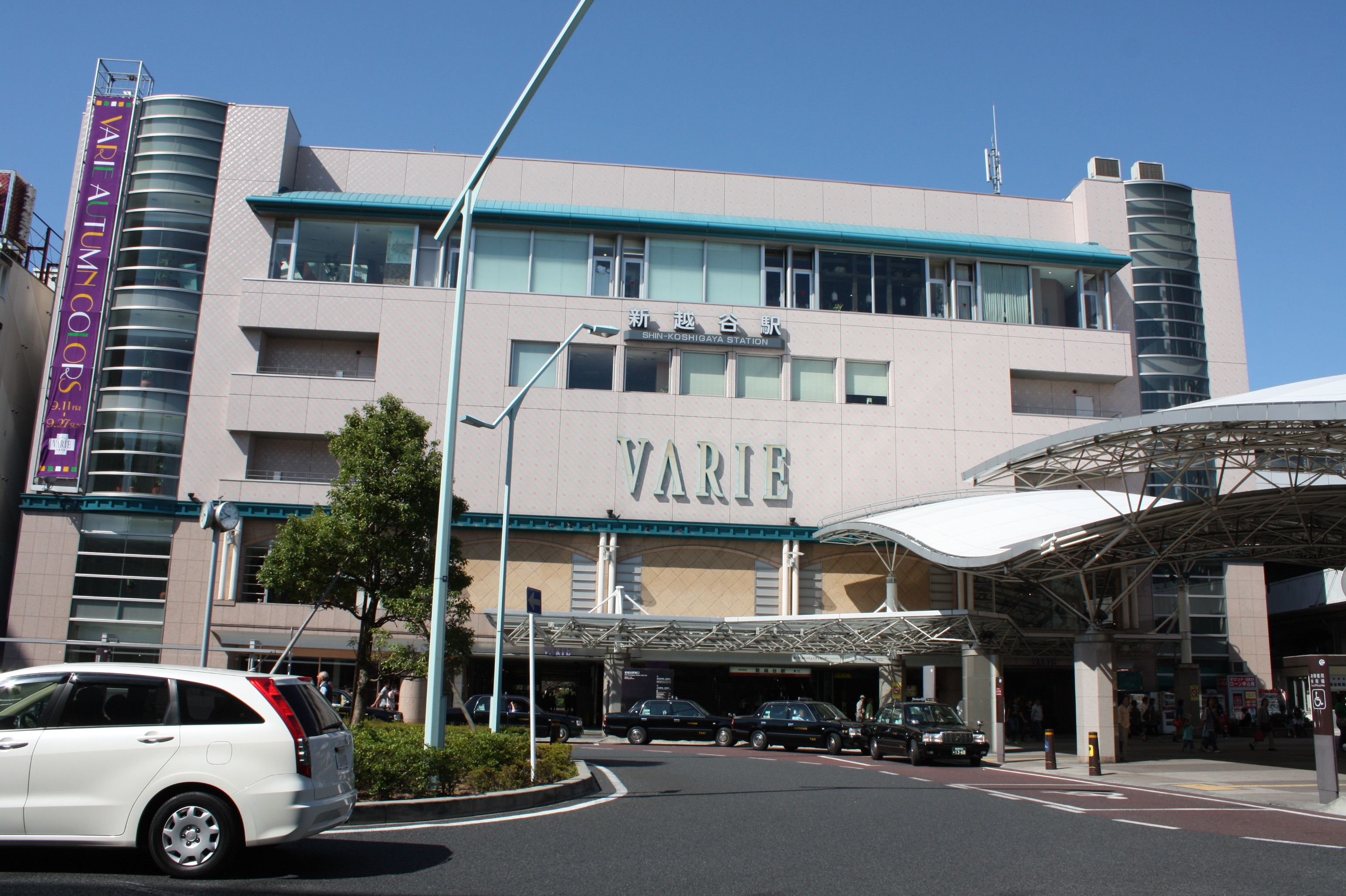
新越谷ヴァリエ

出店店舗の詳細については公式サイト「草加ヴァリエフロアガイド」「新越谷ヴァリエフロアガイド」を参照。
- 草加ヴァリエ（埼玉県草加市）
店舗数78店
- 新越谷ヴァリエ（埼玉県越谷市）
店舗数134店（リニューアル前121店舗）

## 催事
- 草加ヴァリエでは、駅前のアコスと協力して、「アコスヴァリエフェスティバル」を開催している。

## 沿革
- 1995年（平成7年）10月26日 - 草加ヴァリエがオープン。
- 1998年（平成10年）3月26日 - 新越谷ヴァリエがオープン[1]。
- 2006年（平成18年）9月 - 草加ヴァリエがリニューアルオープン。同時に、食品館を「フードセラー」に改称して2階建てとし、ファッション館を「ファッションストリート」に改称する。
- 2009年（平成21年）
  - 4月16日 - ホームページをリニューアル。女性を意識したデザインに一新し、モバイル版も新設。
  - 4月23日 - 新越谷ヴァリエがリニューアルオープン。
- 2018年（平成30年）10月26日 - 草加ヴァリエがリニューアルオープン。同時に、フードセラーを「VARIE1」、ファッションストリートを「VARIE2」に改称する。